# 乔治·阿特伍德
乔治·阿特伍德（英語： George Atwood，1745年10月—1807年7月11日），英格兰数学家、国际象棋棋手。他曾发明了一种装置来展现恒定的加速度与牛顿第二定律的影响，后世称为阿特伍德机，他曾与当时多名国际象棋高手对局，并违反当时习惯地将对局记载下来，称为重要的研究资料。

## 生平
阿特伍德生于英国伦敦市中心的威斯敏斯特，确切的出生日期已不可考，但他是在1745年10月15日接受的洗礼。1759年他进入威斯特敏斯特学校就读，享受国王奖学金资格。1765年6月自费就读于剑桥大学三一学院，第二年5月获得奖学金。1769年以第一等级第三名毕业，并被授予一级史密斯奖。
1770年阿特伍德成为三一学院教师，他的授课很受学生欢迎。1776年他成为皇家学会会员。1784年他发表了《论刚体运动和物体的转动》（Treatise on the Rectilinear Motion and Rotation of Bodies）这是一本教科书，内容是用牛顿力学描述冲击和简谐振动。他在其中详尽描述了一种实验装置，由两个重物和滑轮系统组成，可以利用两物体的重力差给出恒定的加速度，后世称作阿特伍德机。
1783年他曾经的学生小威廉·皮特担任英国首相，翌年他提供给阿特伍德一个财政部门的职位，年薪500英镑。阿特伍德接受了任命，离开了剑桥大学。这一职位主要是采用数学方法对政府的决策给出意见，如1800-1801年间他曾提出了对粮食价格系统的修改。同时他的业余时间用于研究数学和物理。阿特伍德使用Hadley的quadrant理论提出了一个公式，他拓展了欧拉和伯努利的理论，将其应用在船舶的稳定性上，1798年他因为这一工作被授予科普利奖章。他也写过关于拱桥的建筑的文章和设计过一座架设在泰晤士河上的新伦敦铁桥。
他也是一位著名的国际象棋棋手。1787年他加入伦敦国际象棋俱乐部。他会记录下自己和别的棋手如当时最优秀的棋手弗朗索瓦-安德烈·丹尼根·菲利多尔的对局，这在当时是个罕见的习惯。1795年他和菲利多尔下了最后一盘棋。阿特伍德一生独身，在威斯特敏斯特去世，埋葬于威斯敏斯特圣玛格丽特教堂。他的象棋笔记留给了乔纳森·威尔森，威尔森去世后由乔治·沃尔克购得。1835年沃尔克根据这一笔记，撰写了“菲利多尔棋局选萃”。月球上有一座环形山以阿特伍德的名字命名。